# Zygothrica festiva
Zygothrica festiva är en tvåvingeart som beskrevs av Burla 1956. Zygothrica festiva ingår i släktet Zygothrica och familjen daggflugor. Inga underarter finns listade i Catalogue of Life.